# North Druid Hills
North Druid Hills è un census-designated place (CDP) e comunità non incorporata degli Stati Uniti d'America, situato nello stato della Georgia, nella contea di DeKalb.